# Virslīga 2003
In 2003 werd het 29ste voetbalseizoen gespeeld van de Letse Virslīga. De competitie werd gespeeld van 12 april tot 9 november, Skonto werd kampioen. 
FK Auda bleef in de hoogste klasse omdat PFK Daugava zich om financiële redenen teruggetrokken had. 

## Eindstand
| Plaats | Club               | Wed. | W  | G | V  | Saldo  | Ptn. |
| ------ | ------------------ | ---- | -- | - | -- | ------ | ---- |
| 1.     | Skonto Riga        | 28   | 23 | 4 | 1  | 91-9   | 73   |
| 2.     | Liepājas Metalurgs | 28   | 22 | 2 | 4  | 100-29 | 68   |
| 3.     | FK Ventspils       | 28   | 19 | 4 | 5  | 89-18  | 61   |
| 4.     | Dinaburg FC        | 28   | 13 | 5 | 10 | 43-36  | 44   |
| 5.     | FK Riga            | 28   | 8  | 5 | 15 | 34-63  | 29   |
| 6.     | Gauja Valmiera     | 28   | 6  | 5 | 17 | 27-70  | 23   |
| 7.     | FK Auda            | 28   | 4  | 1 | 23 | 21-88  | 13   |
| 8.     | RKB-Arma Riga      | 28   | 2  | 4 | 22 | 23-115 | 10   |

- Valmiera FC wijzigde de naam in Gauja Valmiera

|  | Kampioen, geplaatst voor eerste voorronde UEFA Champions League 2004/05 |
|  | Geplaatst voor voorronde UEFA Cup 2004/05                               |
|  | Geplaatst voor eerste ronde Intertoto Cup 2004                          |
|  | Degradatie                                                              |

## Kampioen
| Virslīga 2003               |
| Letland                     |
| --------------------------- |
| SKONTO Kampioen (12° titel) |